# Леополд Вилхелм фон Кьонигсег-Ротенфелс
Леополд Вилхелм фон Кьонигсег-Ротенфелс (на немски: Leopold Wilhelm Graf von Königsegg-Rothenfels; * 25 май 1630, Именщат; † 15 февруари 1694, Виена) от стария швабски благороднически род фон Кьонигсег, е граф на Кьонигсег-Ротенфелс, вице-президент на имперския дворцов съвет, имперски вицеканцлер на Свещената Римска империя.

## Биография
Той е син на граф Хуго фон Кьонигсег-Ротенфелс (1596 – 1666, Именщат), президент на имперския дворцов двор, и първата му съпруга принцеса Мария Рената фон Хоенцолерн-Хехинген († 1637, Констанц), дъщеря на граф и княз Йохан Георг I фон Хоенцолерн-Хехинген (1577 – 1623) и графиня и вилд-Рейнграфиня Франциска фон Залм-Ньофвил († 1619). Внук е на фрайхер Йохан Георг фон Кьонигсег († 1622) и Кунигунда фон Валдбург фон Волфег-Цайл († 1604).
От 1651 г. Леополд Вилхелм е дворцов кемерер на крал Фердинанд III. През 1653 г. е член на имперския дворцов съвет. Той придружава император Леополд I в Унгария през 1656 – 1657, във Франкфурт през 1658 и във Вътрешна Австрия през 1660 г. Леополд Вилхелм е от 1675 г. 502. „рицар на ордена на златното руно“.
През 1666 г. той става вице-президент на имперския дворцов съвет. Той е имперски комисар и пратеник за съвета на помощта за имперската борба с турците от 1651 – 1665 и от 1672 до 1673 г. През 1669 г. става имперски вицеканцлер. От 1676 г. е член на имперската конференция. От 1683 г. той е смятан за един от влиятелните министри.
През 1688 г. Леополд Вилхелм строи палат Кьонигсег във Виена. Умира във Виена на 15 февруари 1694 г. на 63 години.

## Фамилия
Първи брак: на 13 октомври 1658 г. с графиня Мария Поликсена фон Шерфенберг († 1683), дъщеря на Йохан Вилхелм фон Шерфенберг (1610 – 1647) и графиня Мария Максмилиана фон Харах-Рорау (1608 – 1662). Те имат 11 деца:
- Хуго Франц фон Кьонигсег-Ротенфелс (* 7 май 1660, Виена; † 6/9 декември 1720, Бон), епископ на Лайтмериц (1711 – 1720)
- Зигмунд Вилхелм Филип фон Кьонигсег-Ротенфелс (* 16 февруари/ноември 1663; † 6 май 1709), женен за Йозефина Йохана Филипина фон Золмс-Лих (1663/1668 - 1722/1723), дъщеря на граф Филип Адам фон Золмс-Лих (1611 – 1670) и Хелена Елеонора Елизабет Рашин фон Ризенбург (1632 - 1699)
- Кристиан фон Кьонигсег-Ротенфелс (* пр. 5 май 1665), женен за Мария Тереза Изидора Флоренца Йозефа де Ланой (19 декември 1690; † 6 юни 1750)
- Ернст Фридрих Освалд фон Кьонигсег-Ротенфелс (* пр. 5 август 1666)
- Албрехт Евзебий Франц фон Кьонигсег-Ротенфелс (* 4 януари 1669; † 23 май 1736, Именщат), имперски граф на Кьонигсег-Ротенфелс (1709 – 1736), женен за Мария Клара Филипина Фелицитас фон Мандершайд–Бланкенхайм (* 17 юли/септември 1667; † 17 август 1751).
- Франц Антон Игнац фон Кьонигсег-Ротенфелс (* 16 май 1672; † 31 май 1744)
- Йозеф Лотар фон Кьонигсег-Ротенфелс (* 17 май 1673; † 8 декември 1751, Виена), императорски дипломат и фелдмаршал, женен на 5 март 1716 г. за Мари Терез Изидоре Флоренце Йозефа де Ланой (* 19 декември 1690; † 6 юни 1750)
- Анна София Евзебия фон Кьонигсег-Ротенфелс (* 23 юли 1674; † 17 януари 1731), омъжена на 30 ноември 1690 г. във Виена за ландграф Проспер Фердинанд фон Фюрстенберг-Щюлинген (* 12 септември 1662; † 21 ноември 1704)
- Карл Фиделис Дезидериус фон Кьонигсег-Ротенфелс (* 23 май 1675; † 17 януари 1731), женен 1708 г. за графиня Мария Максимилиана фон Алтхан (1675 – 1751)
- Мария Елизабет фон Кьонигсег-Ротенфелс (21 май 1677 – 1734)
- Мария Йохана фон Кьонигсег-Ротенфелс (* 13 август 1679; † 10 декември 1755, Кьолн), омъжена на 2 февруари 1698 г. за граф Франц Георг фон Мандершайд-Бланкенхайм (* 26 април 1669; † 25 март 1731)

Втори брак: през 1684 г. с маркиза Елеонора Франческа ди Сан Мартино, ди Парелла († 5 февруари 1694, Виена), вдовица на маркиз ди Сана е Рходи, дъщеря на граф Алексий II ди Сан Мартино, маркиз ди Парела е Процо и маркиза Маргерита де Вила. Бракът е бездетен.